# Las Vegas Grand Prix 2023
Las Vegas Grand Prix 2023, officiellt Formula 1 Heineken Silver Las Vegas Grand Prix 2023, var ett Formel 1-lopp som kördes den 18 november 2023 på Las Vegas Strip Circuit i Las Vegas. Loppet var det tjugoförsta loppet ingående i Formel 1-säsongen 2023 och kördes över 50 varv.

## Ställning i mästerskapet före loppet
| Pos. | Förare            | Poäng |
| ---- | ----------------- | ----- |
| 1 ▬  | Max Verstappen    | 524   |
| 2 ▬  | Sergio Pérez      | 258   |
| 5 ▬  | Lewis Hamilton    | 226   |
| 4 ▬  | Fernando Alonso   | 198   |
| 5 ▬  | Carlos Sainz, Jr. | 192   |

| Pos. | Konstruktör           | Poäng |
| ---- | --------------------- | ----- |
| 1 ▬  | Red Bull              | 782   |
| 2 ▬  | Mercedes              | 382   |
| 3 ▬  | Ferrari               | 362   |
| 4 ▬  | McLaren-Mercedes      | 282   |
| 5 ▬  | Aston Martin-Mercedes | 261   |

- Notering: Endast de fem bästa placeringarna i vardera mästerskap finns med på listorna.

## Träningspassen
Tre fria träningspass kommer att hållas under racehelgen. Det första fria träningspasset kördes den 16 november 2023, 20:30 lokal tid. Det rödflaggades efter nio minuter, då Carlos Sainz, Jr. stannat på banan efter att ha slagit i ett löst brunnslock. Träningen avbröts då helt. Charles Leclerc var snabbast i det korta träningspasset, följt av Nico Hülkenberg och Kevin Magnussen. Sainz hade stora skador på golvet på bilen, likaså Esteban Ocon.
Det andra träningspasset försenades på grund av banreparationer och startade den 17 november 2023, 02:30 lokal tid. Träningspasset förlängdes dock från 60 till 90 minuter. Charles Leclerc var snabbast i det andra träningspasset, följt av Carlos Sainz, Jr. och Fernando Alonso.
Det tredje träningspasset kördes den 17 november 2023, 20:30 lokal tid. Träningspasset rödflaggades med tre minuter kvar, då Alexander Albon stannat på banan efter att ha kört emot väggen. Träningspasset toppades av George Russell före Oscar Piastri and Logan Sargeant.

## Kvalet
| Pos.                    | Nr. | Förare           | Konstruktör                | Kvaltider | Kvaltider | Kvaltider | Start- grid |
| Pos.                    | Nr. | Förare           | Konstruktör                | Q1        | Q2        | Q3        | Start- grid |
| ----------------------- | --- | ---------------- | -------------------------- | --------- | --------- | --------- | ----------- |
| 1                       | 16  | Charles Leclerc  | Ferrari                    | 1:33.617  | 1:32.775  | 1:32.726  | 1           |
| 2                       | 55  | Carlos Sainz Jr. | Ferrari                    | 1:33.851  | 1:33.338  | 1:32.770  | 121         |
| 3                       | 1   | Max Verstappen   | Red Bull Racing-Honda RBPT | 1:34.190  | 1:33.572  | 1:33.104  | 2           |
| 4                       | 63  | George Russell   | Mercedes                   | 1:34.137  | 1:33.351  | 1:33.112  | 3           |
| 5                       | 10  | Pierre Gasly     | Alpine-Renault             | 1:34.272  | 1:34.494  | 1:33.239  | 4           |
| 6                       | 23  | Alexander Albon  | Williams-Mercedes          | 1:34.634  | 1:33.588  | 1:33.323  | 5           |
| 7                       | 2   | Logan Sargeant   | Williams-Mercedes          | 1:34.525  | 1:33.733  | 1.33.513  | 6           |
| 8                       | 77  | Valtteri Bottas  | Alfa Romeo-Ferrari         | 1:34.305  | 1:33.809  | 1:33.525  | 7           |
| 9                       | 20  | Kevin Magnussen  | Haas-Ferrari               | 1:34.337  | 1:33.664  | 1:33.537  | 8           |
| 10                      | 14  | Fernando Alonso  | Aston Martin-Mercedes      | 1:34.422  | 1:33.617  | 1:33.555  | 9           |
| 11                      | 44  | Lewis Hamilton   | Mercedes                   | 1:34.307  | 1:33.837  | N/A       | 10          |
| 12                      | 11  | Sergio Pérez     | Red Bull Racing-Honda RBPT | 1:34.574  | 1:33.855  | N/A       | 11          |
| 13                      | 27  | Nico Hülkenberg  | Haas-Ferrari               | 1:34.265  | 1:33.979  | N/A       | 13          |
| 14                      | 18  | Lance Stroll     | Aston Martin-Mercedes      | 1:34.504  | 1:34.199  | N/A       | 192         |
| 15                      | 3   | Daniel Ricciardo | AlphaTauri-Honda RBPT      | 1:34.683  | 1:34.308  | N/A       | 14          |
| 16                      | 4   | Lando Norris     | McLaren-Mercedes           | 1:34.703  | N/A       | N/A       | 15          |
| 17                      | 31  | Esteban Ocon     | Alpine-Renault             | 1:34.834  | N/A       | N/A       | 16          |
| 18                      | 24  | Zhou Guanyu      | Alfa Romeo-Ferrari         | 1:34.849  | N/A       | N/A       | 17          |
| 19                      | 81  | Oscar Piastri    | McLaren-Mercedes           | 1:34.850  | N/A       | N/A       | 18          |
| 20                      | 22  | Yuki Tsunoda     | AlphaTauri-Honda RBPT      | 1:36.447  | N/A       | N/A       | 20          |
| 107 %-gränsen: 1:40.170 |     |                  |                            |           |           |           |             |
| Källor:                 |     |                  |                            |           |           |           |             |